# کوژاکول
کوژاکول (قزاقی: Қожакөл) یک دریاچه در استان آق‌مولای کشور قزاقستان است.